# Spøttrup Borg
 "Spøttrup" omdirigeres hertil. For andre betydninger af Spøttrup, se Spøttrup (flertydig).
Spøttrup er Danmarks bedst bevarede middelalderborg. Den er beliggende i Salling i Skive Kommune og fungerer som museum og turistattraktion.

## Historie
Den første omtale af Spøttrup er i et dokument fra 1404, hvor adelsmanden Johan Skarpenberg overdrog gården til Viborg Bispestol som betaling for at opnå en begravelsesplads i domkirken. Skarpenberg havde sandsynligvis arvet fra sin moder, der var datter af den bekendte Niels Bugge til Hald. Denne havde købt en del gods i Rødding Sogn fra en Christern Knudsen.
Det var først med bispestolen som ejer, at gården fik betydning. Bisperne gjorde gården til centrum for administrationen af de store jordbesiddelser, som kirken havde i Salling. Efterhånden har bisperne også fundet det nødvendigt at kunne forsvare de store værdier i ufredstider. Derfor begyndte de opførelsen af en befæstet borg på stedet. Stedet var for øvrigt ideelt til at bygge en borg. Med en placering trukket lidt tilbage fra Limfjordens åbne kyst og bag den senere udtørrede Spøttrup Sø havde de gode muligheder for at forsvare sig. Selve borgen ligger omgivet af hele to voldgrave, imellem hvilke der er opkastet en op til ni meter høj jordvold, der næsten skjuler borgens mure helt op til tagfoden. Adgangen sker via en vindebro og en portåbning i volden mod vest. Borgen selv rejser sig direkte fra vandgraven som en ægte vandborg. I sit ydre har den nok altid haft sin nuværende karakter. Tre sammenbyggede fløje og på vestsiden et porttårn, der med spærremure på hver side lukker for borggården. 
Skipper Clement angreb borgen under Grevens Fejde, hvor det nordvestlige hjørne brændte. Ved genopførelsen blev gavlene trukket ca. 6,5 meter tilbage fra den oprindelige placering, hvilket måske skyldtes problemer med bundens bæreevne. Netop under de urolige år op til reformationen søgte bispen Jørgen Friis tilflugt her, da reformatoren Hans Tausen på det nærmeste havde indtaget Viborg. Efter reformationen var Spøttrup igennem en årrække krongods, men 1577 overdrog Frederik 2. gården til den mecklenburgske adelsmand Henrik Below.

## Spøttrup ombygges
Da Henrik Below overtog gården, var borgerkrigen efterhånden kommet noget på afstand. Derfor var det naturligt, at den nye ejer ønskede at nedtone borgens krigeriske karakter og i stedet prøve at indrette en mere bekvem bolig. Sydfløjen blev den nye hovedfløj i beboelsen. Skytteloftet havde Below ikke brug for, og mellemstokværket var meget højt. Der indbyggedes nu lavere kælderhvælvinger, og herover indrettedes to stokværk med en mere brugbar rumhøjde. I mellemstokværket indrettedes en senere genskabt riddersal og oven på denne en række opholdsrum. I det ydre blev de antagelig kamtakkede gotiske gavle reduceret til det nuværende glatte udseende. I borggården byggedes nu to trappetårne, et rundt og et firkantet, for at skabe en mere bekvem forbindelse mellem etagerne. Endelig fik spærremurene omkring porttårnet en vægtergang på toppen.

## Skiftende ejere
Efter Henrik Below sad hans efterkommere på gården frem til 1650. Herefter var den ejet af flere adelige, indtil den som pant 1665 blev overtaget af to hollandske pengematadorer, brødrene Marcus og Joachim Kohlblatt, hvoraf sidstnævnte hurtigt blev eneejer af gården. Forgæves forsøgte de at gøre ejendommen rentabel, men da Kohlblatterne var bosat i Kiel og ikke kunne føre personligt tilsyn, var de afhængige af lokale forvaltere. Paul Kohlblatt klagede over, at han ikke fik noget afkast af gården, men hans forvalter Laurids Nielsen synes at været blevet en velhavende mand. 1702 valgte Kohlblatt at sælge Spøttrup.

## Rosenkrantzerne
Den nye ejer var Axel Rosenkrantz. Han tilhørte Rosenkrantz-slægtens skånske Glimmingehus-linje. Men da Skåne efterhånden blev være svensk, og da Axel følte sig dansk, valgte han at afhænde sine skånske ejendomme og flytte til Spøttrup. Gården var på dette tidspunkt "meget forfalden og ruineret". Han påbegyndte en række bygningsarbejder, hvilket en tavle indsat over portalen på det firkantede trappetårn vidner om. Men gården kom dog først rigtig på fode, da den blev overtaget af sønnen Mogens Rosenkrantz. I de første årtier som ejer boede han på gården og arbejdede for dens forbedring. Fra 1748 fik han dog en række embeder, der nok førte til nogen forsømmelse af Spøttrups drift. Mogens Rosenkrantz blev den sidste private ejer af Spøttrup, der ofrede noget på bygningens forbedring. Han indrettede de øverste stokværk i barokstil. Hans og hustruen Christine Hornemanns initialer og årstallet 1762 ses i smedejern på porttårnets facade. Efter en årrække måtte han 1776 sælge Spøttrup på auktion. Herefter gik gården en grum skæbne i møde.

## Ruin og forfald
Efter Rosenkrantzerne fulgte en række proprietærer, der ganske søgte at tjene penge på gården. Navnkundig blandt disse var Nis Nissen, der ejede gården 1803-1848. Hans nærighed var lige så legendarisk som hans rethaveriskhed. Hans evne til at klare sig gennem de dårlige tider i 1800-tallet må beundres. Fallitten truede, men gennem sparsommelighed og flid kunne han ved sin død efterlade en formue på 330.000 rigsdaler! Da han døde barnløs, betænkte han de fattige med en stor del af den og skænkede legater til latinskoler i flere jyske byer.
Kort efter Nissen blev en lige så dygtig landmand ejer af Spøttrup. Det var Niels Breinholt, der ingenlunde betragtede borgen med nogen historisk veneration. Han havde planer om at nedrive den, men opgav det. Nordfløjens hvælvinger blev dog nedbrudt, så han kunne indrette brændevinsbrænderi. Han sløjfede også jordvoldene på gårdens syd- og vestsider og opførte svinestalde tæt op mod hovedbygningen. Efter Breinholt fulgte flere ejere, som heller ikke fattede større interesse for gårdens historiske værdier.

## Redning fra undergangen
I 1918 blev Spøttrup fredet. Det særlige Bygningssyn gjorde sig anstrengelser for at få gården sikret for eftertiden. Da ejeren ville nedrive nordfløjen, greb bygningssynet ind, og i årene 1931-32 blev vægtergangen og nordfløjens ydre istandsat. Da ladegården brændte 1937, blev det anledning til, at Statens Jordlovsudvalg erhvervede Spøttrup. Jorden blev udstykket til husmandsbrug, mens borgen blev lagt under indenrigsministeriet, som iværksatte en restaurering ved den dygtige arkitekt Mogens Clemmensen. Han gennemførte en særdeles kyndig restaurering, der delvis førte gården tilbage til sit udseende på bisperne og Henrik Belows tid. Den hvide kalk blev renset af murene. Voldgravene og jordvoldene blev genskabt, og nordfløjens hvælvinger rekonstrueret. I 1941 åbnede slottet for offentligheden som museum, og det er fortsat dets funktion.
Urte- og rosenhaver og kroen Traktørstedet Borgen findes umiddelbart udenfor voldene og her er der for  nyligt opført en velkomstbygning med billetkontor tegnet af firmaet E + N Akitekter.

## Ejere af Spøttrup Borg
- (ca. 1400-1404) Johan Skarpenberg
- (1404-1536) Viborg Bispestol
- (1536-1579) Kronen
- (1579-1606) Henrik Below
- (1606-1620) Claus Below (søn)
- (1620-1644) Karen Lange (enke)
- (1644-1650) Henrik og Frederik Below (sønner)
- (1650-ca. 1653) Sophie Staverskov
- (ca. 1653-1665) Mogens Kruse (søn)
- (1665-1669) Joachim & Marcus Kohlblatt
- (1669-ca. 1675) Joachim Kohlblatt (eneejer)
- (ca. 1675-1702) Paul Kohlblatt (søn)
- (1702-1724) Axel Rosenkrantz
- (1724-1776) Mogens Rosenkrantz (søn)
- (1776-1784) Matthias Peter Richter
- (1784-1788) Peder Nissen
- (1788-1803) Bodil Hillerup (enke)
- (1803-1848) Nis Nissen (søn)
- (1848-1850) Ane Dorthea Hagensen (enke)
- (1850-1855) Konsortium
- (1855-1875) Niels Christensen Breinholt
- (1875-1900) L. Balle
- (1900-1903) Vallø Stift
- (1903-1937) Christian P. Toft
- (1937-) Staten